# L. B. Cole
Leonard Brandt Cole (né le 28 août 1918 et mort de 5 décembre 1995 dans le Queens) est un dessinateur et éditeur de bande dessinée américain de l'« âge d'or des comics » particulièrement connu pour ses couvertures audacieuses aux couleurs primaires tranchant sur un fond sombre. 

## Biographie
Cole commence à travailler dans l'industrie du comic book à partir du début des années 1940. Œuvrant dans tous les genres, il dirige de 1942 à 1948 un studio réalisant des histoires pour diverses maisons d'éditions tout en réalisant de nombreuses illustrations de couvertures et, de temps à autre, des bandes dessinées. De 1949 à 1955, il dirige sa propre maison d'édition, Star Publications. Après la fermeture de Star, Cole continue à réaliser des couvertures, notamment pour Classics Illustrated Junior (en). Au début des années 1960, il est directeur artistique et éditeur chez Dell Comics. Dans les dix années suivantes, il travaille dans le domaine de l'audio-visuel éducatif. Redécouvert par le fandom du comics à la fin des années 1960, il gagne en popularité dans les années 1970, ce qui le conduit dans la décennie suivante à vendre des recréations de ses couvertures les plus connues.

## Prix et récompenses
- 1981 : Prix Inkpot
- 1999 : Temple de la renommée Will Eisner (à titre posthume)